# شهرستان مور (تنسی)
شهرستان مور، تنسی (به انگلیسی: Moore County, Tennessee) یک سکونتگاه مسکونی در ایالات متحده آمریکا است که در تنسی واقع شده‌است.

## خصوصیات
شهرستان مور ۳۳۸ کیلومترمربع مساحت دارد.